# Yalong Jiang (Sichuan)
| Tibetische Bezeichnung          |
| ------------------------------- |
| Tibetische Schrift: ཉག་ཆུ        |
| Wylie-Transliteration: nyag chu |

Der Yalong Jiang (雅礱江 / 雅砻江,  Ya-lung Chiang, englisch Yalong River/Ya-lung River) ist ein 1637 Kilometer langer Fluss in China. Er entspringt im Bayan-Har-Gebirge (Bayan Har Shan) im Süden der Provinz Qinghai und fließt durch den Westen der Provinz Sichuan.
Er ist ein linker Nebenfluss des Jinsha Jiang (Oberlauf des Jangtsekiang), in den er auf dem Gebiet von Panzhihua (dem früheren Dukou) an der Grenze zu Yunnan mündet. Im Mittel- und Unterlauf fließt er durch enge, oft schluchtartige Kerbtäler, die kaum Raum bieten für landwirtschaftliche Nutzflächen und größere Siedlungen.
Zu seinen Nebenflüsse zählen der Xianshui He (chin. 鲜水河), der Liqiu He (chin. 力丘河), der Litang He (chin. 理塘河), der Jiulong He (chin. 九龙河) und der Anning He (安宁河).

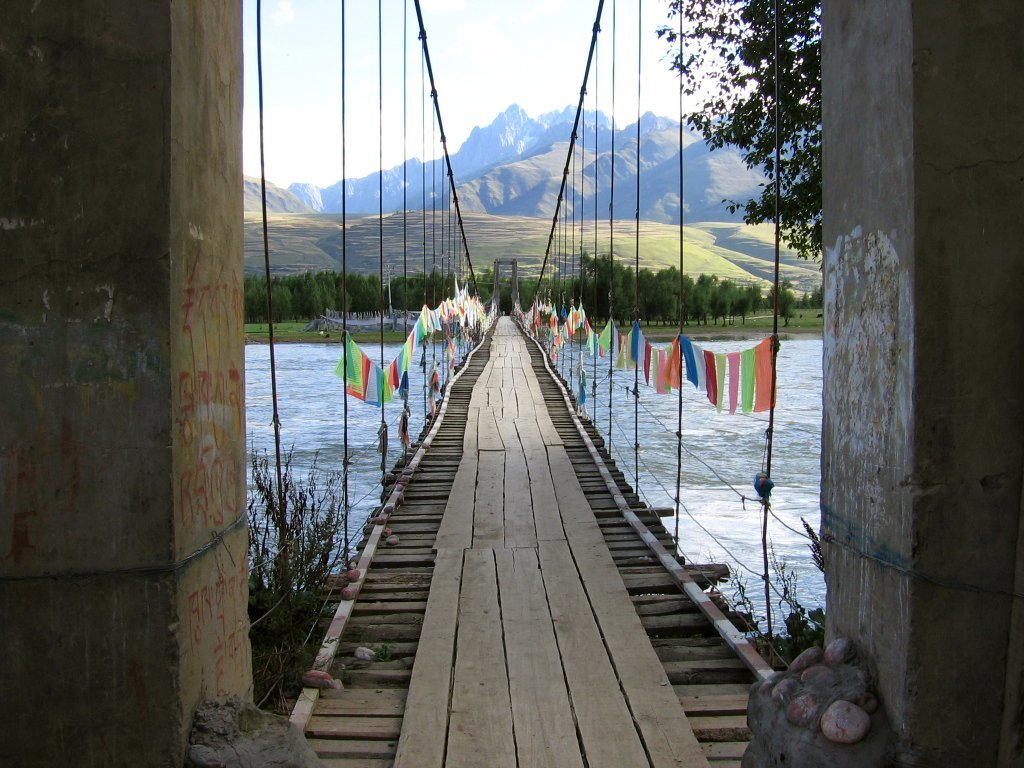
Hängebrücke über den Yalong-Fluss im Bezirk Garzê

## Talsperren
In der Jinping-I-Talsperre, der Lianghekou-Talsperre und mehreren weiteren soll der Yalong aufgestaut werden. Fertiggestellt ist bereits die Ertan-Talsperre.
Es sind insgesamt 23 Staudämme mit jeweils angeschlossenem Wasserkraftwerk entlang dem Flusslauf des Yalong Jiang vorgesehen.
Die Staudämme in Abflussrichtung sind:
| Talsperre             | Leistung in MW | Phase          |
| --------------------- | -------------- | -------------- |
| Yangri-Talsperre      | 1              | geplant        |
| Danikanduo-Talsperre  | 7,2            | geplant        |
| Wenbosi-Talsperre     | 740            | geplant        |
| Renqingling-Talsperre | 300            | geplant        |
| Reba-Talsperre        | 250            | geplant        |
| Ada-Talsperre         | 250            | geplant        |
| Geni-Talsperre        | 200            | geplant        |
| Tongha-Talsperre      | 200            | geplant        |
| Yingda-Talsperre      | 500            | geplant        |
| Xinlong-Talsperre     | 500            | geplant        |
| Gongke-Talsperre      | 400            | geplant        |
| Gongbagou-Talsperre   | 500            | geplant        |
| Lianghekou-Talsperre  | 3000           | fertiggestellt |
| Yagen-Talsperre       | 1500           | geplant        |
| Lenggu-Talsperre      | 2300           | geplant        |
| Mengdigou-Talsperre   | 1700           | geplant        |
| Yangfanggou-Talsperre | 2200           | geplant        |
| Kala-Talsperre        | 1060           | geplant        |
| Jinping-I-Talsperre   | 1200           | fertiggestellt |
| Jinping-II-Talsperre  | 4400           | fertiggestellt |
| Guandi-Talsperre      | 2400           | fertiggestellt |
| Ertan-Talsperre       | 3300           | fertiggestellt |
| Tongzilin-Talsperre   | 600            | im Bau         |